# Fjälkinge (östra delen)
Fjälkinge (östra delen) var före 2015 en av SCB avgränsad och namnsatt småort i Kristianstads kommun. Vid 2015 års avgränsning klassades den som en del av den då gemensamma småorten Fjälkinge.
| Befolkningsutvecklingen i Fjälkinge (östra delen) 1990–2010                        | Befolkningsutvecklingen i Fjälkinge (östra delen) 1990–2010 | Befolkningsutvecklingen i Fjälkinge (östra delen) 1990–2010 | Befolkningsutvecklingen i Fjälkinge (östra delen) 1990–2010 | Befolkningsutvecklingen i Fjälkinge (östra delen) 1990–2010 |
| ---------------------------------------------------------------------------------- | ----------------------------------------------------------- | ----------------------------------------------------------- | ----------------------------------------------------------- | ----------------------------------------------------------- |
|                                                                                    |                                                             |                                                             |                                                             |                                                             |
| År                                                                                 |                                                             |                                                             | Folkmängd                                                   | Areal (ha)                                                  |
| 1990                                                                               | 1990                                                        |                                                             | 58                                                          | 8#                                                          |
| 1995                                                                               | 1995                                                        |                                                             | 56                                                          | 9#                                                          |
| 2000                                                                               | 2000                                                        |                                                             | 61                                                          | 9#                                                          |
| 2005                                                                               | 2005                                                        |                                                             | 61                                                          | 9#                                                          |
| 2010                                                                               | 2010                                                        |                                                             | 65                                                          | 9#                                                          |
| Anm.: Kallades "Kristianstad:1" 1990. Ingår sedan 2015 i "Fjälkinge" # Som småort. |                                                             |                                                             |                                                             |                                                             |